# Ashnak
Ashnak (en arménien Աշնակ) est une communauté rurale du marz d'Aragatsotn, en Arménie. Elle compte 1 206 habitants en 2009.